# James Dunn (acteur)
Pour les articles homonymes, voir Dunn et James Dunn.
James Howard Dunn, né à New York le 2 novembre 1901 et mort à Santa Monica le 1er septembre 1967, est un acteur américain.

## Biographie
Après de bons débuts ( Bad Girl, Society Girl, Hello, Sister!...) au début des années 1930, il dut se battre contre l'alcoolisme. Cependant, sa performance dans Le Lys de Brooklyn en 1945 lui valut l'Oscar du meilleur acteur dans un second rôle. Ironiquement, son rôle dans ce film était celui d'un alcoolique.
Ses succès furent brefs et, au cours des années 1950, il devint chômeur, sans le sou, et sombra à nouveau dans l'alcoolisme.
Il fut marié avec l'actrice Frances Gifford (1920-1994) de 1938 à 1942.
Il mourut de complications à la suite d'une opération à l'estomac.
Deux étoiles portant son nom apparaissent sur le Walk of Fame d'Hollywood, l'une pour sa carrière au cinéma, l'autre pour ses rôles à la télévision.

## Filmographie partielle

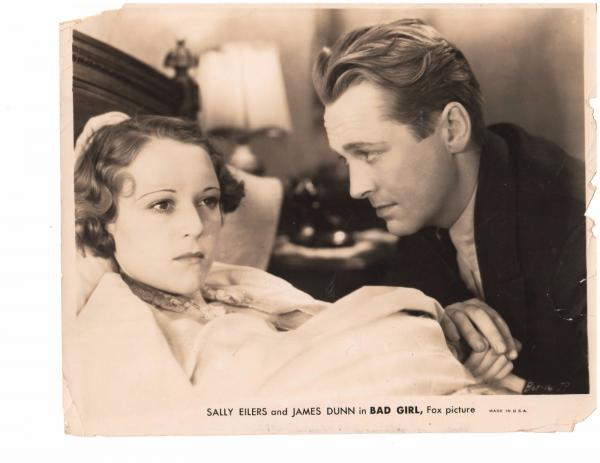
Sally Eilers et James Dunn dans Bad Girl (1931).

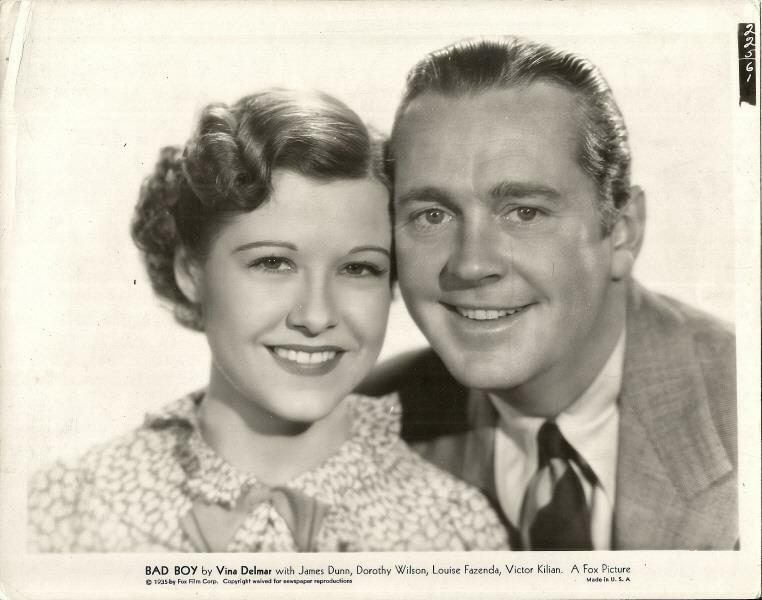
Dorothy Wilson et James Dunn dans Bad Boy (1935).

- 1931 : Maman (Over the Hill) de Henry King
- 1931 : Bad Girl de Frank Borzage : Eddie Collins
- 1932 : Dance Team de Sidney Lanfield
- 1933 : Hello, Sister! d'Erich von Stroheim : Jimmy
- 1933 : Hold Me Tight de David Butler : Chuck
- 1933 : The Girl in 419 d'Alexander Hall et George Somnes (en) : Dr Daniel French
- 1933 : Take a Chance de Monte Brice
- 1933 : Arizona to Broadway de James Tinling : Smiley Wells
- 1933 : Jimmy and Sally de James Tinling : Jimmy O'Connor
- 1934 : Le Ministère des amusements (Stand Up and Cheer!) de Hamilton MacFadden
- 1934 : Premier Amour (Change of heart) de John G. Blystone : Mack McGowan
- 1934 : Shirley aviatrice (Bright Eyes) de David Butler : James 'Loop' Merritt
- 1934 : La P'tite Shirley (Baby Take a Bow) de Harry Lachman
- 1934 : Miracle d'amour (Have a Heart) de David Butler
- 1935 :  Aux frais de la princesse (The Daring Young Man) de William A. Seiter : Don McLane
- 1935 : Bad Boy de John G. Blystone
- 1935 : Welcome Home de James Tinling : Richard Foster
- 1936 : Don't Get Personal de William Nigh
- 1937 : On a volé cent mille dollars (We Have Our Moments) d'Alfred L. Werker : John Wade
- 1943 : L'Exubérante Smoky (Government Girl) de Dudley Nichols : Sergent Joe Blake
- 1943 : The Ghost and the Guest de William Nigh
- 1945 : Le Lys de Brooklyn (A Tree Grows in Brooklyn) d'Elia Kazan : Johnny Nolan
- 1945 : The Caribbean Mystery de Robert D. Webb
- 1946 : Une fille perdue (That Brennan Girl) d'Alfred Santell : Denny Reagan
- 1947 : Mac Coy aux poings d'or (Killer McCoy) de Roy Rowland : Brian McCoy
- 1960 : Le Buisson ardent (The Bramble Bush) de Daniel Petrie
- 1962 : Aventures de jeunesse (Hemingway's Adventures of a Young Man) de Martin Ritt : Le télégraphiste

## Comédie musicale
- 1940 : Panama Hattie de Herbert Fields et Cole Porter, création à Broadway